# 盖格洛
盖格洛是德国梅克伦堡-前波莫瑞州的一个市镇。总面积22.61平方公里，总人口2551人，其中男性1329人，女性1222人（2011年12月31日），人口密度113人/平方公里。